# Menophra coarctata
Menophra coarctata là một loài bướm đêm trong họ Geometridae.